# خیدیرلی (آق‌دام)
خیدیرلی (ترکی آذربایجانی: Xıdırlı) یک منطقهٔ مسکونی در جمهوری آرتساخ است که در استان آسکران واقع شده‌است.